# Maclura pomifera
El naranjo de Luisiana, espino de los osages, o naranjo de los osages (Maclura pomifera), es una especie arbórea de la familia de las moráceas.

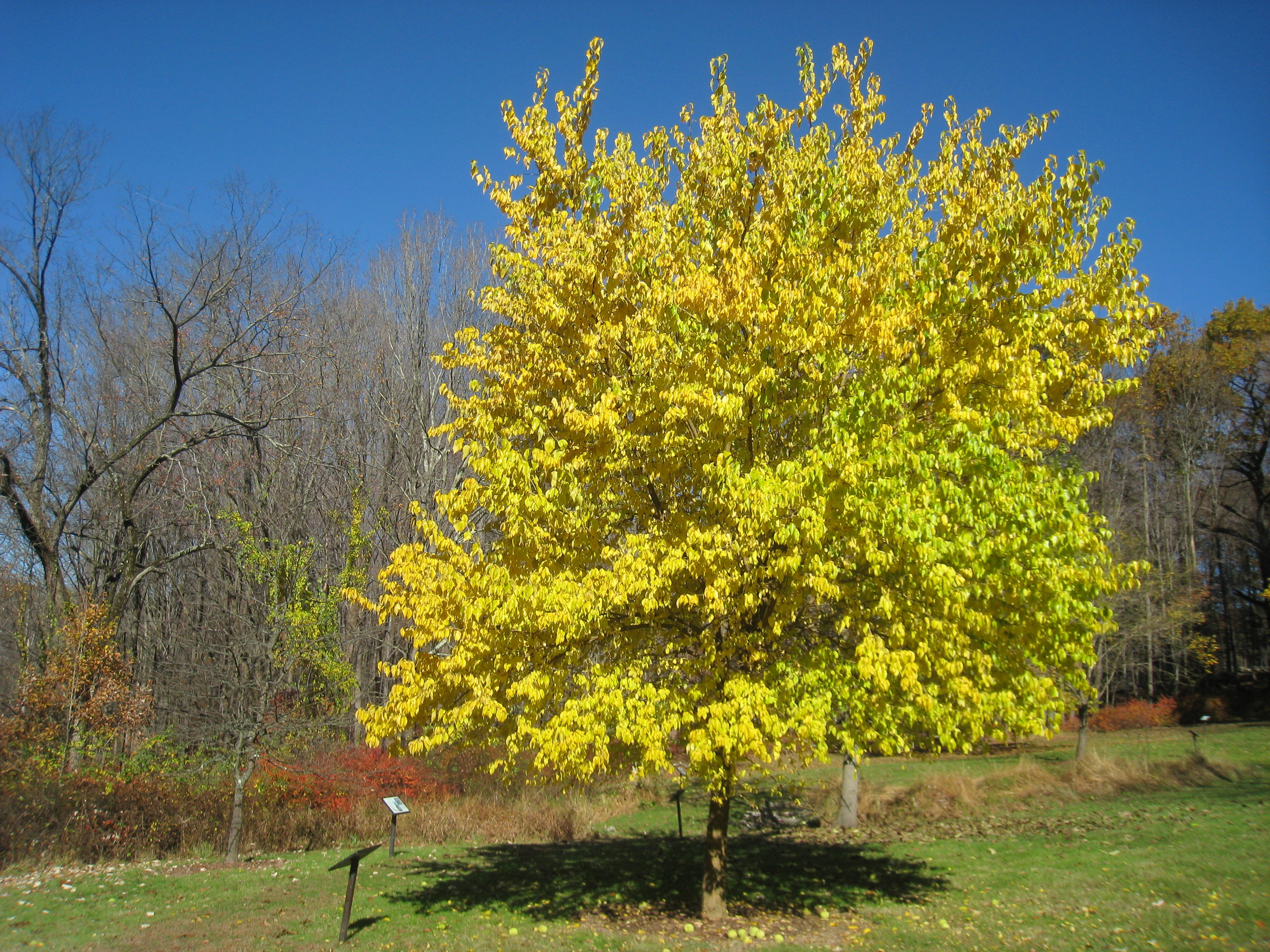
Vista del árbol

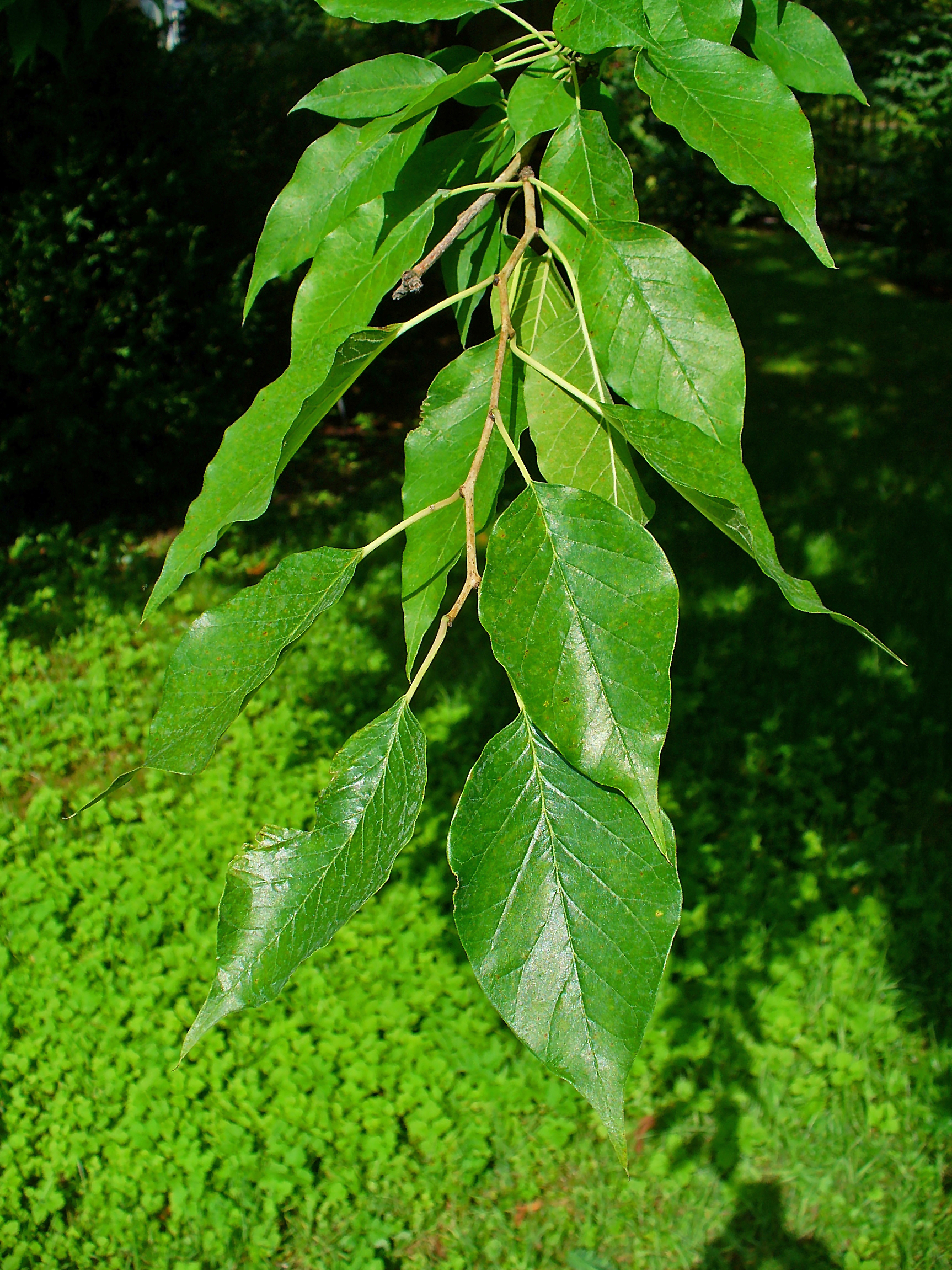
Detalle de las hojas

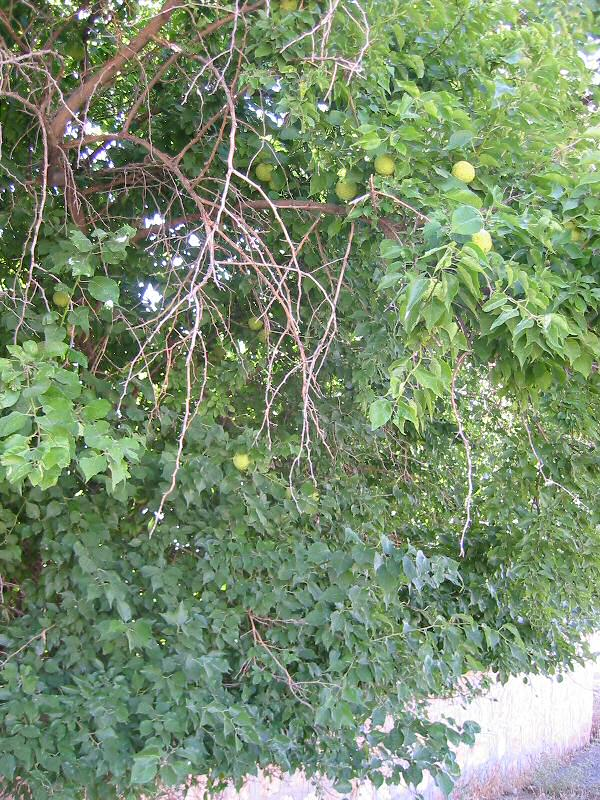
Vista de la planta

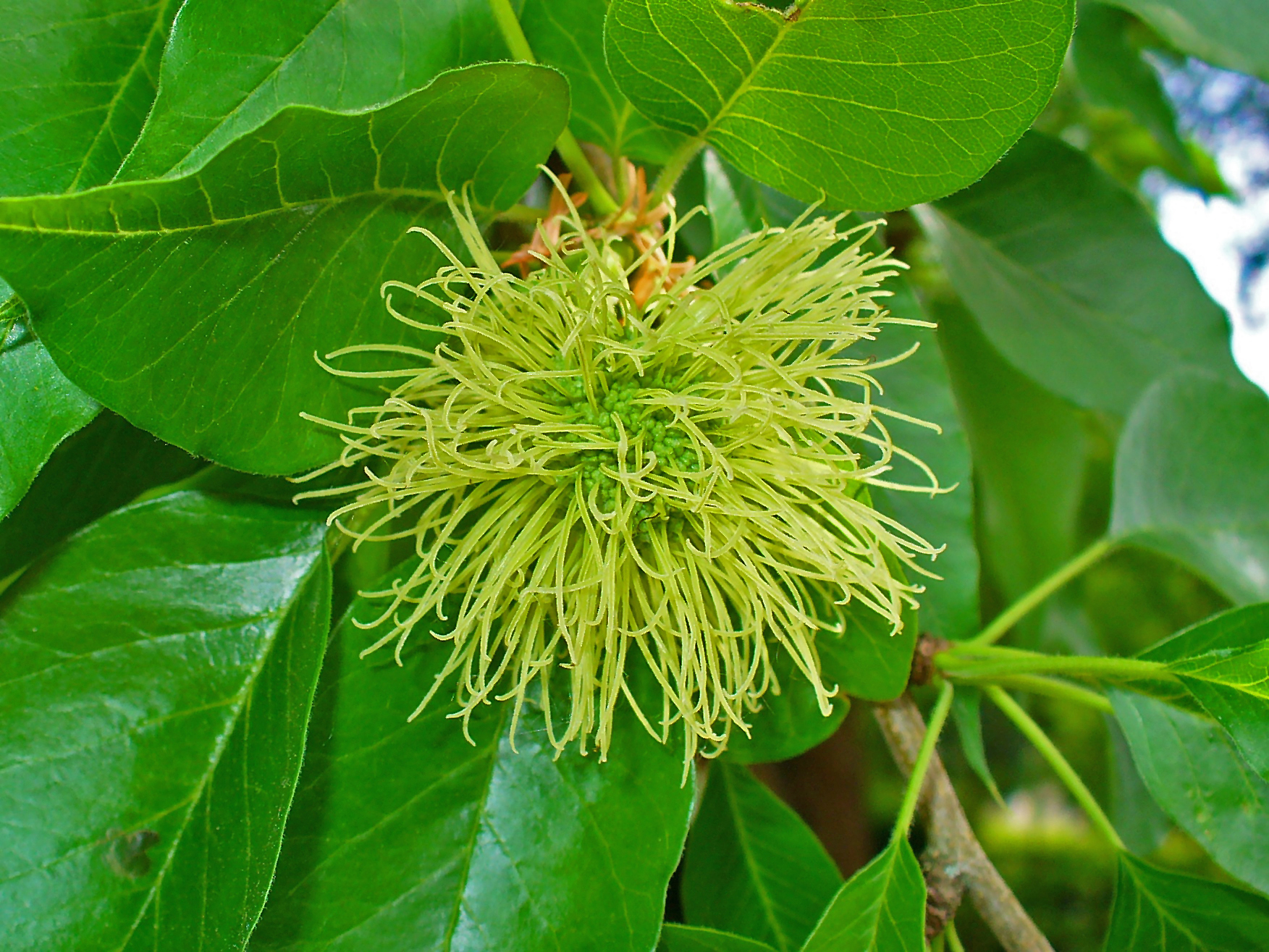
Detalle de la planta

## Descripción
Es un árbol caducifolio, de follaje esférico, pudiendo llegar a los 10 o 15 metros de altura. Las ramas están dotadas de espinas axilares, las hojas son alternas y oblongas, con márgenes ondulados. La flor es hermafrodita, colgando las masculinas en ramas pedunculares, y las femeninas en inflorescencias esféricas, con un pedúnculo muy corto. El fruto es sincárpico, con gran cantidad de drupas reunidas en forma de globo, similar a la naranja, al exterior mamilífero y que cobra un color levemente anaranjado cuando madura; a diferencia de la especie Maclura tricuspidata, el fruto no es comestible. La madera es dura, usándose en ebanistería a veces. De la corteza se extrae una materia colorante, un flavonol: el morín.

## Distribución y hábitat
Es una especie nativa del sur de Norteamérica, aunque se ha generalizado por todo el territorio de Estados Unidos, y Ontario, en Canadá.
También se ha encontrado esta especie de planta en algunas regiones de Argentina, Uruguay y de Chile.

## Condiciones de cultivo
Es una especie rústica, que muestra gran capacidad de adaptación. Ha sido utilizada como ornamental en jardinería.

## Usos
Maclura pomifera se utiliza comúnmente como una fila de árboles cortavientos en los estados de la pradera, lo que le da uno de sus nombres coloquiales, "manzana de cobertura". Fue uno de los árboles principales que se usaron con el presidente Franklin Delano Roosevelt en la barrera verde de las Grandes Praderas del proyecto  WPA, que se inició en 1934 como un ambicioso plan para modificar el clima y prevenir la erosión del suelo en los estados de las Grandes Llanuras, y en 1942 dio lugar a la plantación de 30.233 cinturones de protección que contienen 220 millones de árboles que se extendían por 18,600 millas (29,900 kilómetros). Los árboles de afiladas espinas también se plantaron como  setos de disuasión del ganado, antes de la introducción del alambre de púas y después se convirtieron en una fuente importante de postes de cerca. En 2001, se utilizó la madera en la construcción en Chestertown (Maryland) del Schooner Sultana, una réplica del HMS Sultana (1768).
La madera pesada, de grano fino de color amarillo-naranja es muy densa y es muy apreciada por los mangos de herramientas, cabillas, postes de cercas, y otras aplicaciones que requieran una madera estable dimensionalmente fuerte que resiste la putrefacción. De la madera que tiene la  fibra recta (la mayoría es nudos y trenzada) se hacen muy buenos arcos. En Arkansas, a principios del siglo XIX, un buen arco de su madera valía un caballo y una manta. Además, un tinte de color amarillo-naranja puede ser extraído de la madera, que se puede utilizar como un sustituto de Maclura tinctoria y anilinas colorantes. Cuando se seca, la madera tiene el mayor  contenido de BTU de cualquier madera norteamericana comúnmente disponibles, y quema largo tiempo con gran calor. En la actualidad, los floristas utilizan los frutos de Maclura pomifera con fines decorativos.

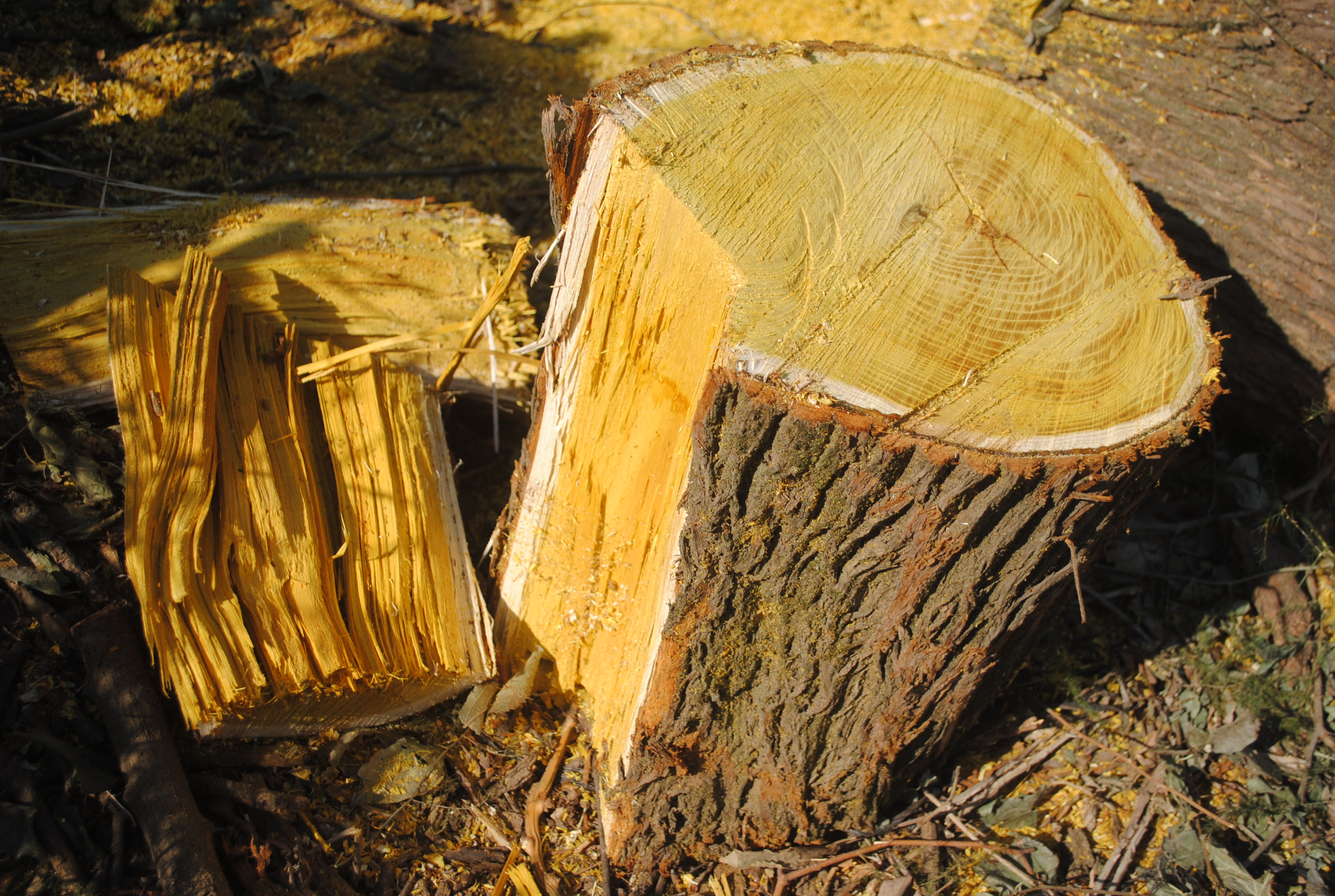
Madera característica de Maclura

Aunque  se cree comúnmente que Maclura pomifera se usa para repeler a los insectos, no hay pruebas suficientes para apoyar esto. La investigación ha demostrado que los compuestos extraídos de la fruta, cuando se concentra, pueden repeler insectos. Sin embargo, las concentraciones naturales de estos compuestos en el fruto son demasiado bajos como para que el fruto de un eficaz repelente de insectos. En 2004, la EPA insistió en que un sitio web de venta de frutas de Maclura pomifera en línea, tenía que eliminar cualquier noticia de sus supuestas propiedades plaguicidas como un falso anuncio.
Química
Osajina y pomiferina son pigmentos flavonoides presentes en la madera y fruta, que comprende aproximadamente el 10% del peso seco de la fruta. La planta también contiene el flavonol morin.

## Taxonomía
Maclura pomifera fue descrita por (Raf.) C.K.Schneid. y publicado en Illustriertes Handbuch der Laubholzkunde 1(5): 806. 1906.
Etimología
Maclura: nombre genérico otorgado en honor del geólogo estadounidense William Maclure (1763-1840).
pomifera: epíteto latino de pomum = "manzana".
Sinonimia
- Ioxylon pomiferum Raf.
- Joxylon pomiferum Raf.
- Maclura aurantiaca Nutt.
- Toxylon aurantiacum (Nutt.) Raf.
- Toxylon maclura Raf.
- Toxylon pomiferum Raf.[14]